# محاصر في البحر
محاصر في البحر هو الجزء الخامس والسبعون من سلسلة الأخوان هاردي للغموض، كتبها فرانكلين دبليو ديكسون، ونشرتها دار وانديرر عام 1982.

## ملخص القصة
تبدأ القصة بحادث مروري يتورط فيه فرانك، جو، وتشيت مع شاحنة من نوع ماك و بسبب تعطل سيارتهم، يعرض سائقا الشاحنة مساعدتهم و توصيلهم، الا أن الشاحنة تتعرض للسطو ويحبس السائقين داخل المقطورة. لاحقًا، يخبرهم السيد هاردي أن عدة شاحنات تابعة لشركة أورتيز للنقل تم سطوها، وأنه سيسافر إلى واشنطن لمساعدة المكتب التحقيقات الفيدرالي في التحقيق.
يعمل الثلاثة سراً كسائقين لدى الشركة، لكن جو يُختطف على يد العصابة. بتتبعهم، يتسللون إلى سفينة تُدعى ماري مالون، ويواجهون العصابة ومسؤولين فاسدين يخططون لاستخدام أسلحة نووية لضرب المدن الكبرى والسيطرة على العالم.